# Noordelijk Oost-Limburgs

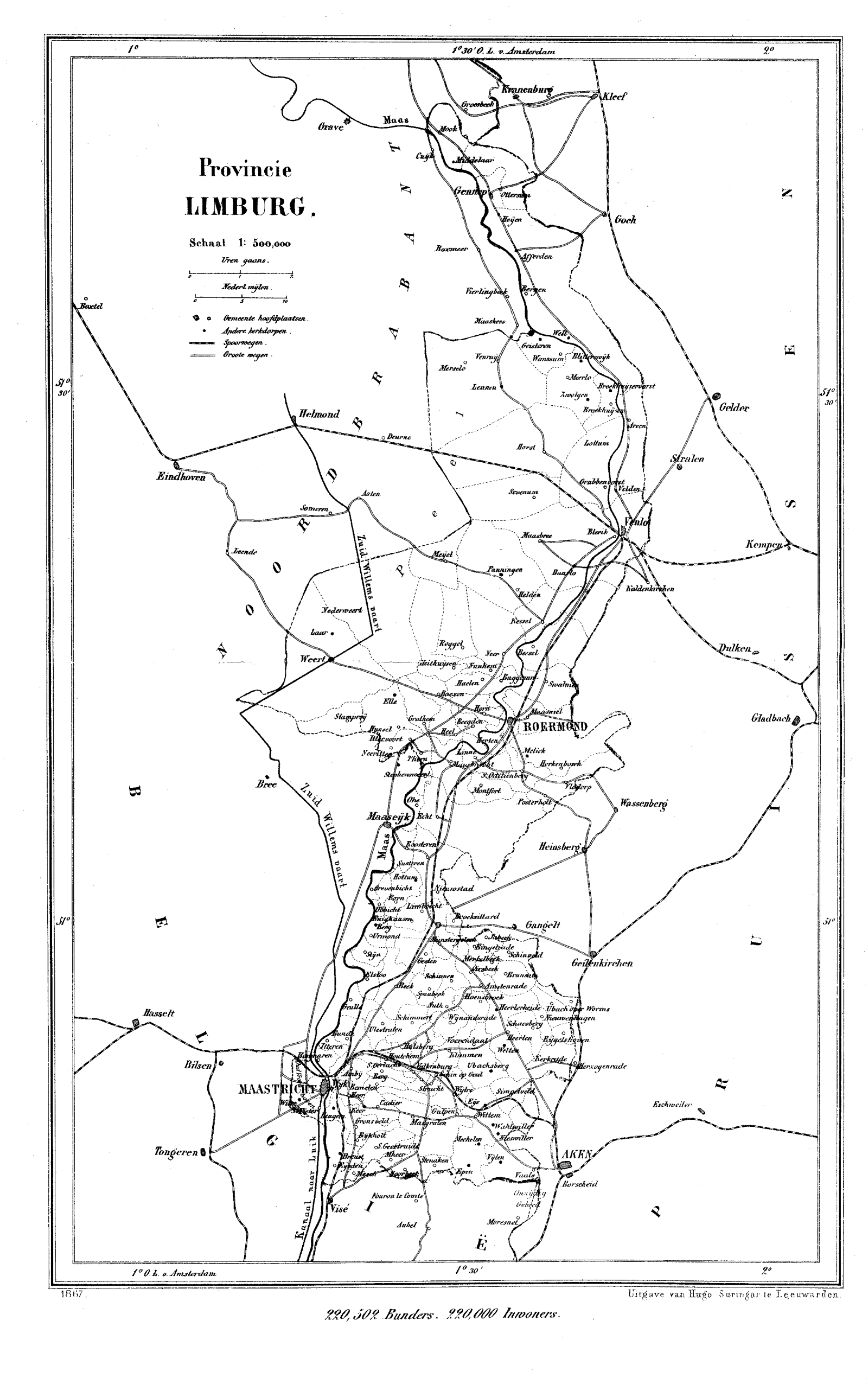
Kuypers Gemeente Atlas Limburg 1865-1870 (bron:).
De plaatsnaam Sittard ontbreekt op deze kaart. Tegenwoordig wordt de nieuwe gemeente Sittard-Geleen in haar geheel bij Zuid-Limburg gerekend. Midden-Limburg begint dan precies daarboven.

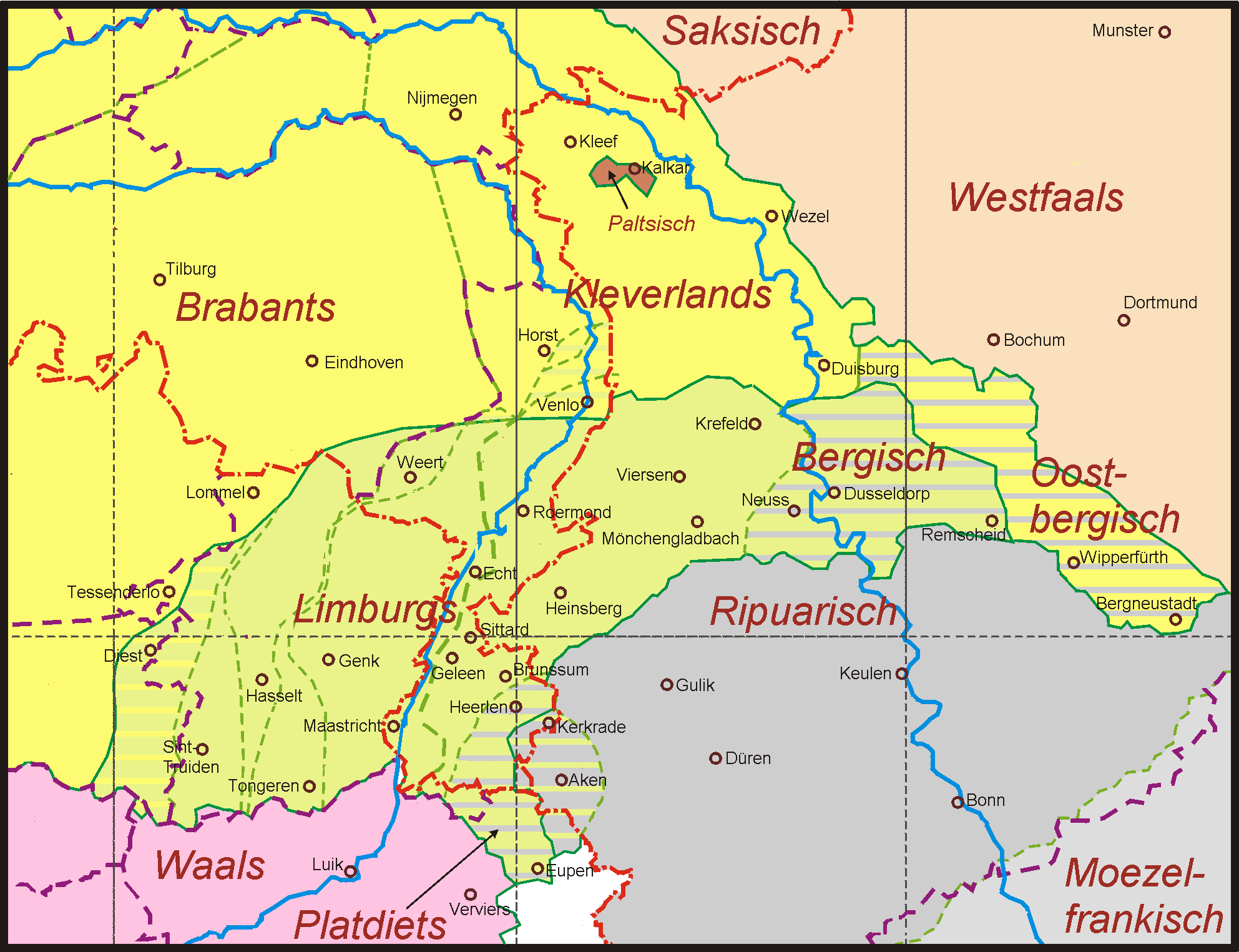
- HET LIMBURGS TAALLANDSCHAP -
Het zuidelijk Maas-Rijnlandse (Limburgs-Nederrijnse) dialectcontinuüm

Noordelijk Oost-Limburgs (in Nederland ook bekend als Midden-Limburgs) is een formele aanduiding binnen het dialectcontinuüm in de Nederlandse provincie Limburg. Ze is meer specifiek van toepassing op de dialecten gesproken tussen de steden Weert, Venlo en Sittard. Het gebied ligt centraal in de provincie ter weerszijden van de Maas. Middelpunt is de oude hanze- en huidige bisschopsstad Roermond. 
Het Noordelijk Oost-Limburgs is een groep Limburgse dialecten volgens de indeling van het Woordenboek van de Limburgse Dialecten (WLD), en een subgroep van Oost-Limburgs.
De naam Midden-Limburgs wordt in Nederland eigenlijk vaker gebruikt, omdat dit deel van het dialectcontinuüm zich in het centrale deel van de Nederlandse provincie bevindt. Voor de Belgische provincie Limburg is deze benaming echter verwarrend, waardoor een benaming als Noordelijk Oost-Limburgs beter van toepassing is. Het komt ook niet geheel overeen met de geografische aanduiding van Midden-Limburg. Zo zijn er delen van Midden-Limburg die niet tot deze dialectgroep behoren, doordat deze ten westen van de Panningerlinie liggen (zoals in de omgeving van Weert). Ook zijn er plaatsen die in Noord-Limburg liggen, maar wel tot deze dialectgroep behoren, in de gemeenten Peel en Maas, Beesel en het zuiden van de gemeente Venlo.

## Intuïtieve karakterisering
De dialecten die in deze gemeenten gesproken worden kunnen in zoverre onder één noemer geschaard worden, dat ze nauwer met elkaar verwant zijn dan met meer perifeer gelegen Nederlands-Limburgse dialectgebieden. Ze lopen onderling ook niet zo ver uiteen dat ze alleen als plaatselijke varianten beschreven zouden kunnen worden. Dialectologisch worden ze tegenwoordig wel gelabeld als 'Noordelijk Oost-Limburgs'. Oost-Limburgs als grotere dialectgroep heeft een verspreidingsgebied dat drie keer zo groot is als Noordelijk Oost-Limburgs en strekt zich uit over België (in een klein gebied in de westelijke Voerstreek), Nederland en Duitsland (in ongeveer gelijke mate). De herkenbaarheid van dat gebied is vanuit Nederlands-Limburgs oogpunt minder sterk.
Deze dialecten zijn elk voor zich en als globale groep goed te onderscheiden van de dialecten die men evenzeer met geografische aanduidingen als Noord-Limburgs, Centraal-Limburgs en Zuidelijk Oost-Limburgs kan herkennen. Zij dragen aldus zeer bij tot het Limburgs taallandschap, zonder daarin prominent te zijn. Taalkundig geldt als minimaal positief kenmerk, dat de dialecten zeer herkenbaar Limburgs zijn, wat voor het Noord-Limburgs niet het geval is. Als minimaal negatief kenmerk geldt, dat ze minder zuidelijk klinken dan het Sittards en de dialecten van het heuvelland. Dit zijn vage criteria, die een nadere specificatie vragen. Toch berusten zij op gebruikskennis van de dialectsprekers zelf, die zich van de onderlinge verschillen en overeenkomsten goed bewust zijn.
Een politieke eenheid bestond hier vroeger niet.Historisch behoorde dit gebied tot de landen van Thorn, Horn, Gelre en Gulik. De taalkundige eenheid was hier in elk geval sterker dan de staatkundige. Het gebied bestrijkt een groot deel van de as van Nederlands Limburg, geografisch te specificeren als Centraal Limburgs, taalkundig echter met een minder duidelijke term als 'Oost-Limburgs'.

### Grootste gemene deler
Midden-Limburg is minder dichtbevolkt dan Zuid-Limburg. De Noordelijk Oost-Limburgs dialecten zijn dan ook minder bekend. Toch vormen ze een kerngedeelte van het grote complex der Maas-Rijnlandse tongvallen, in hun Oost-Limburgs karakter ook doorlopend over de Nederlands-Duitse grens.
Een andere oorzaak van hun geringere bekendheid is hun relatief geringere gemarkeerdheid. Ze vormen een soort grootste gemene deler van het Nederlands Limburgs, not otherwise specified.
Een prominente muzikale representant is de liedjeszanger Gé Reinders (Blaosmuziek). Zijn dialect is duidelijk minder zuidelijk dan dat van de vroegere Sittardse troubadours Jo Erens (Limburg allein) en Frits Rademacher ('t Huikske en Loeënde Klokke), terwijl dat van Harry Bordon (Wie sjoeën ós Limburg is), waarin meerdere dialectinvloeden doorklonken, er nauwer mee verwant lijkt.

## Formele afbakening

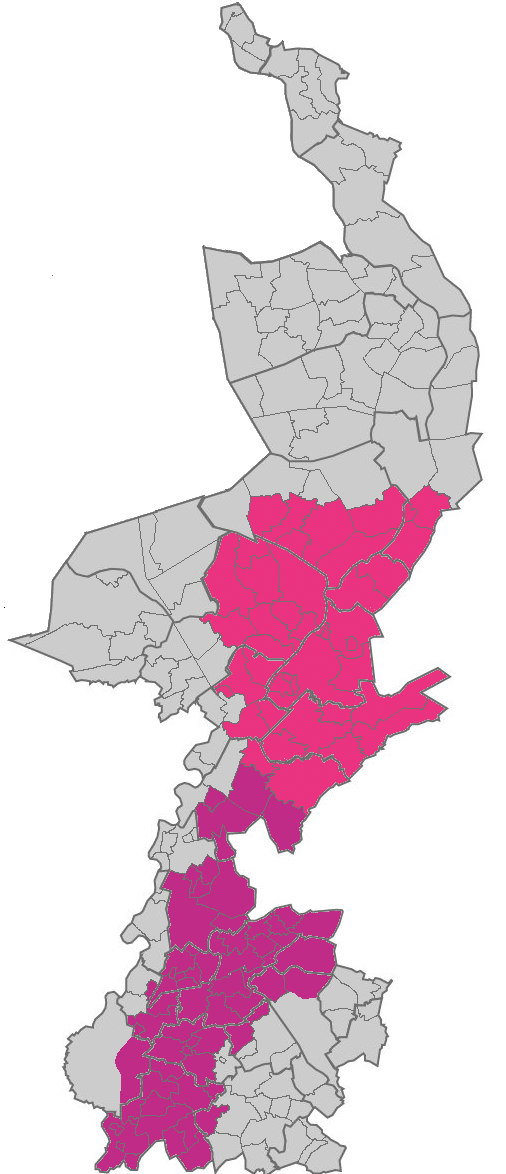
Kaart van de noordelijke en zuidelijke Oost-Limburgse dialecten in Nederlands-Limburg

Het Woordenboek van de Limburgse Dialecten (WLD) groepeert Noordelijk Oost-Limburgs in de volgende plaatsen en dialecten:
Tegelen (Tegels), Steyl, Belfeld, Baarlo, Helden (Heldens), Panningen, Egchel, Beringe, Heythuysen, Heibloem, Roggel, Neer, Nunhem, Buggenum, Horn, Haelen, Baexem, Beegden, Heel, Panheel, Linne, Maasbracht, Sint-Joost, Maria Hoop en de gemeenten Roermond (Roermonds) (Swalms), Roerdalen en Beesel.

## Panninger linie
Taalkundig wordt deze streek in belangrijke mate bepaald door een prominente Limburgse isoglosse, de zogeheten Panninger linie. Karakteristiek voor de dialecten binnen deze lijn is de meer Duits aandoende uitspraak van de foneemcombinaties sp, st, sl, sm, sn en zw aan het begin van een woord, waarbij in alle dialecten ten oosten van deze lijn de s als sj verschijnt. Stein wordt zo Sjtein, en Swalmen Zjwame. We noemen dit verschijnsel mouillering of palatalisatie, wat wil zeggen het uitspreken langs het palatum (harde verhemelte).
Het grootste deel van Midden- maar ook van Zuid-Limburg, bijna de hele as van de provincie, valt binnen het door die karakteristiek bepaalde gebied. Panningen vormt het meest noordwestelijke punt van deze lijn. Dit dorp in de gemeente Peel en Maas ligt centraal tussen de steden Roermond, Weert en Venlo. De stad Venlo zelf ligt net ten noorden van de lijn en het land van Weert blijft er in zijn geheel buiten.
Voor de afbakening van. het Noordelijk Oost-Limburgs aan de noord- en westzijde is de Panninger linie een helder criterium. Aan de zuidkant voldoet het minder. Eerst is er een zone tussen Maasbracht en Roosteren, beide aan de Maas, met oostelijk daarvan plaatsen als Echt, Montfort en Posterholt, waar het kenmerk niet optreedt. Toch moeten dit gebied geografisch zonder meer tot Midden-Limburg worden gerekend.
Vanaf Susteren en verder in het zuidelijke deel van de Nederlandse provincie Limburg voldoet bijna het gehele gebied weer wel aan dit dialectkenmerk. Hier vormt gedeeltelijk de Maas en gedeeltelijk het Julianakanaal de westgrens van de isoglosse. In Nederlands Limburg vallen ten zuiden van Susteren alleen twee smalle westelijke stroken daarbuiten, één in het zuiden met het dialect van Maastricht (met Eijsden, Moelingen, Borgharen en Itteren) en één wat meer noordelijk bij Stein (met Meers). Taalkundig gezien horen deze beide smalle gebiedjes langs de Maas dus meer bij Belgisch-Limburg. Als we de Maas als scheidslijn nemen, is het Belgisch Limburgs westelijk te noemen, en het Nederlands Limburgs oostelijk. Voor de eenheid en herkenbaarheid van dat oostelijk Limburgs in Nederlands Limburg is de Panninger linie een belangrijk gegeven. Zij vormt aldus een primaire karakteristiek van het Nederlands Limburgs, al hebben Maastricht en Venlo daar dan geen deel aan.

## Verdere fonetische kenmerken
- De Noordelijk Oost-Limburgs dialecten zijn goed van de Zuidelijk Oost-Limburgse te onderscheiden door de uitspraak van het aanwijzend voornaamwoord dat. In het Noordelijk Oost-Limburgs luidt dat det (korte e-klank met zogeheten stoottoon of valtoon). Ook enkele zelfstandige naamwoorden als hart en kar worden zo uitgesproken.
- Bij de medeklinkercombinatie sch-  is er een verschil met het Noord-Limburgs en Weerts. Terwijl het Noord-Limburgse Venlo de medeklinkercombinatie sch- aan het begin van een lettergreep uitspreekt zoals in het algemeen Nederlands, wordt deze in het Noordelijk Oost-Limburgs uitgesproken als sj-, zoals in het Zuidelijk Oost-Limburgs, dus bijvoorbeeld sjoon en sjool voor schoon en school. Dit kenmerk sluit aan bij de bovengenoemde mouillering, maar het is niet hetzelfde. De technische term voor dit verschijnsel is palatalisatie, dat is de verplaatsing van de articulatiebasis naar het palatum. Ook dit geeft een Duitse kleur aan het Centraal- en Oost-Limburgs.
- De meeste Limburgse dialecten vertonen een zogeheten oneigenlijke tweeklank bij de lange klinkers ee, oo, eu. 'Twee rode roosjes' wordt in de meeste dialecten: twieë roeëj ruuëskes. In Roermond en omgeving, en ook in het Sittards, is echter alleen een stoottoon te horen bij deze klanken, dus: twee rooj reuskes.

## Het Swalms als voorbeeld
Het Swalms (Limburgs: Zjwaams) is het plaatselijke Noordelijk Oost-Limburgs, zoals dat wordt gesproken in Swalmen.

## Noot
1. ↑  R. Belemans, J. Kruijsen, J. Van Keymeulen (1998), 'Gebiedsindeling van de zuidelijk-Nederlandse dialecten', Taal en Tongval, jg. 50, nr.1,  online